# Världsmästerskapen i badminton 1993
Världsmästerskapen i badminton 1993 anordnades den 22-28 maj i Birmingham, England. 

## Medaljsummering
| Pl. | Nation     | Guld | Silver | Brons | Totalt |
| --- | ---------- | ---- | ------ | ----- | ------ |
| 1   | Indonesien | 3    | 1      | 2     | 6      |
| 2   | Kina       | 1    | 1      | 3     | 5      |
| 3   | Danmark    | 1    | 1      | 2     | 4      |
| 4   | Sverige    | 1    | 0      | 1     | 2      |
| 5   | Sydkorea   | 0    | 1      | 1     | 2      |
| 6   | Malaysia   | 0    | 1      | 0     | 1      |
| 7   | England    | 0    | 0      | 1     | 1      |

## Resultat
| Event       | Guld                          | Silver                               | Brons                               |
| Herrsingel  | Joko Suprianto                | Hermawan Susanto                     | Thomas Stuer-Lauridsen              |
| Herrsingel  | Joko Suprianto                | Hermawan Susanto                     | Ardy Wiranata                       |
| Damsingel   | Susi Susanti                  | Bang Soo-hyun                        | Ye Zhaoying                         |
| Damsingel   | Susi Susanti                  | Bang Soo-hyun                        | Tang Jiuhong                        |
| Herrdubbel  | Ricky Subagja Rudy Gunawan    | Cheah Soon Kit Soo Beng Kiang        | Peter Axelsson Pär-Gunnar Jönsson   |
| Herrdubbel  | Ricky Subagja Rudy Gunawan    | Cheah Soon Kit Soo Beng Kiang        | Chen Kang Chen Hongyong             |
| Damdubbel   | Nong Qunhua Zhou Lei          | Chen Ying Wu Yuhong                  | Chung Soo-young Gil Young-ah        |
| Damdubbel   | Nong Qunhua Zhou Lei          | Chen Ying Wu Yuhong                  | Lotte Olsen Lisbeth Stuer-Lauridsen |
| Mixeddubbel | Thomas Lund Catrine Bengtsson | Jon Holst-Christensen Grete Mogensen | Nick Ponting Gillian Clark          |
| Mixeddubbel | Thomas Lund Catrine Bengtsson | Jon Holst-Christensen Grete Mogensen | Aryono Miranat Eliza Nathanael      |